# Lannafallssjön
Lannafallssjön är en sjö i Nässjö kommun i Småland och ingår i Motala ströms huvudavrinningsområde. Sjön är 5,1 meter djup, har en yta på 0,851 kvadratkilometer och är belägen 312 meter över havet. Sjön avvattnas av vattendraget Motala Ström.

## Delavrinningsområde
Lannafallssjön ingår i det delavrinningsområde (638575-142595) som SMHI kallar för Inloppet i Fredriksdalasjön. Medelhöjden är 329 meter över havet och ytan är 16,38 kvadratkilometer. Det finns inga delavrinningsområden uppströms utan avrinningsområdet är högsta punkten. Delavrinningsområdets utflöde Motala Ström mynnar i havet. Delavrinningsområdet består mestadels av skog (80 procent). Avrinningsområdet har 0,88 kvadratkilometer vattenytor vilket ger det en sjöprocent på 5,3 procent.